# Bruna de Paula
Bruna Aparecida Almeida de Paula (født 26. september 1996 i Campestre, Minas Gerais, Brasilien) er en kvindelig brasiliansk håndboldspiller, der spiller for Metz Handball i LFH Division 1 Féminine og Brasiliens kvindehåndboldlandshold.